# Kokoro
Kokoro (こころ en el silabario hiragana, 心 en kanji?) es una novela de Natsume Sōseki publicada por primera vez en 1914 en el periódico japonés Asahi Shinbun en forma de serie. Kokoro en japonés puede llegar a significar: corazón, mente, alma, sentimientos. Por lo general el título se traduce como: corazón, sentimiento o el corazón de las cosas. La obra trata sobre la transformación de valores de la sociedad Meiji a la época moderna, el individualismo frente al grupo, la culpabilidad, la soledad o el amor. Está considerada como una de las grandes obras de la literatura japonesa. Fue publicada por primera vez con el título de Kokoro: Sensei no Isho (心　先生の遺書, Kokoro: El testamento de Sensei) en su edición seriada, que fue del 20 de abril al 11 de agosto de 1914. Más tarde al ser publicada en forma de novela por Iwanami Shoten se cambió el título a simplemente Kokoro. También se cambió la escritura en kanji (心) por la forma en hiragana con el símbolo de iteración (こゝろ).

## Argumento
"Yo" lucha por abrirse camino a lo que, del momento antes y después de su graduación, sería su vida como un adulto. Al mismo tiempo, también lucha por reforzar su amistad con su Sensei, un hombre serio cuyo corazón permanece cerrado a los demás.
El libro narra las vivencia de Yo y Sensei como amigos, su situación familiar y económica, y por último la revelación de Sensei.

## Personajes
- Yo: joven estudiante y narrador principal de la historia. Entablará una relación de amistad con Sensei y su mujer.
- Sensei: hombre mayor, intelectual, vive retirado y casi en soledad. Sobrevive gracias a la herencia familiar. Se convierte en el amigo y maestro de Yo. Se enamora de la hija de la dueña de la pensión.
- Mujer de Sensei: es un personaje secundario en la trama, pero representa a la mujer pura japonesa.
- Dueña de la pensión: dueña de la pensión en la que Sensei y K se alojan. Madre de la mujer de Sensei.
- Madre de Yo.
- Padre de Yo.
- Hermano de Yo.
- K: amigo de Sensei: también está enamorado de la hija de la dueña de la pensión.
- Tío de Sensei: engaña y roba parte de la herencia de Sensei cuando este es todavía joven.

## Estructura
La novela está dividida en tres partes claramente diferenciadas por el tema y subdividida cada parte en varios capítulos cortos de apenas un par de páginas cada uno. El estilo es sencillo con una cuidada toponimia.
La historia se narra en primera persona, siendo Yo el narrador de las dos primeras partes y Sensei el narrador en la tercera y última parte. Este cambio de narrador se hace al incluir Soseki la carta autobiográfica enviada por Sensei a su joven amigo.
Al comienzo hay una pequeña introducción por parte de Yo lo que sitúa la historia en el pasado, pero sin dar ninguna indicación de cuánto tiempo ha transcurrido desde entonces. Al estar narrada en primera persona y pasado se da la impresión de estar ante una autobiografía. Este género fue muy popular durante la época en la que la novela fue escrita. Se conocía como watakushi shōsetsu.
En la primera parte se cuenta el encuentro entre Sensei y Yo, el comienzo de su amistad y se introducen además la práctica totalidad de los personajes. La familia de Yo y la mujer de Sensei. Además se describe la personalidad de ambos personajes y se introduce el misterio de Sensei (la visita frecuente a la tumba de un amigo). Los temas tratados en esta primera parte son la amistad, la soledad y aunque no explícitamente, también la culpabilidad.
La segunda parte transcurre en la casa familiar de Yo en el campo donde debe permanecer debido a la enfermedad de su padre. En esta segunda parte se presenta la mentalidad propia de la era Meiji, representada en la familia tradicional de Yo, con la moderna y la obligación o responsabilidad familiar frente al individuo y sus deseos, plasmada en la duda de Yo entre quedarse en la casa familiar esperando la muerte de su padre o ir a ver a Sensei. Finalmente Yo recibe una carta de Sensei que es la que enlaza la segunda con la tercera parte.
La tercera parte se inicia tras recibir Yo la carta de Sensei en la que Sensei cuenta su pasado y sirve de excusa para cambiar el narrador. En ella se habla de la culpabilidad, amistad y el amor romántico. Destaca también en esta tercera parte la inclusión del suicidio del general Nogi tras la muerte del Emperador Meiji lo que permite situar temporalmente toda la acción.